# Presteelva

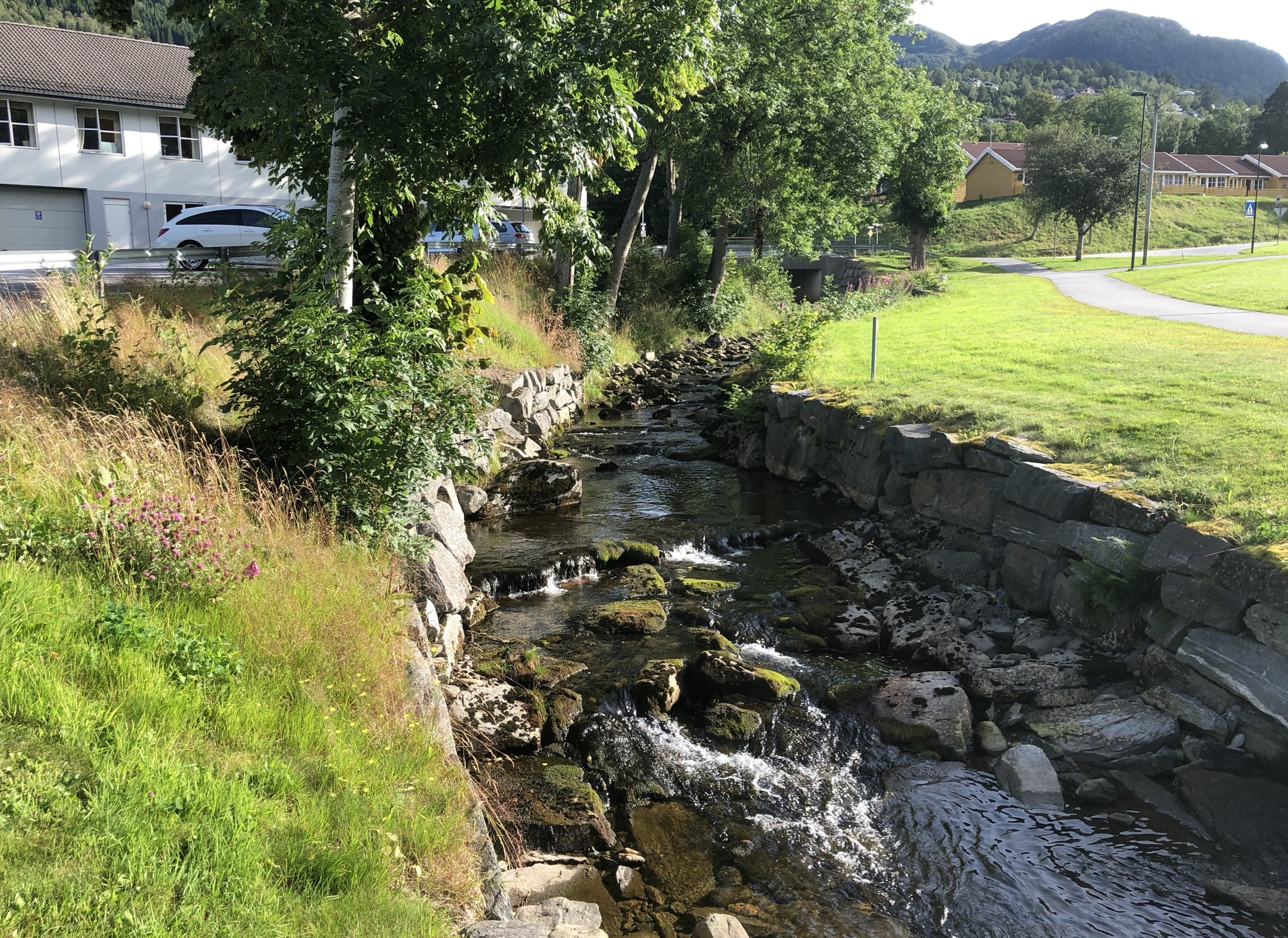
Presteelva, Blick von der Skårhaugstranda (Europastraße 39) nach Norden, 2019

Presteelva ist ein Bach in Nordfjordeid in der Gemeinde Stad in der norwegischen Provinz Vestland.
Der Bach verläuft nördlich des Ortszentrums von Nordfjordeid. Er entsteht aus dem Zusammenfluss der Bäche Kiselva und Fargarelva. Aus einer Höhe von etwa 120 Metern über dem Meeresspiegel verläuft der Presteelva über etwa einen Kilometer, bis er innerhalb der Ortslage Nordfjordeids in den Eidsfjord mündet.
Der Presteelva wird dabei innerhalb der Ortslage von mehreren Straßen überbrückt, darunter auch die Europastraße 39 (Skårhaugstranda). Rechts des Bachlaufs liegt das Opernhaus Nordfjordeid, links die Kirche von Eid.
Etwa am Mittellauf des Bachs befindet sich das Kleinwasserkraftwerk Fagerelva.